# Úbeda
Úbeda est une ville d’Espagne, située dans la province de Jaén, dans la communauté autonome d’Andalousie. En 2017, Úbeda comptait 34 733 habitants (INE). La cité, proche de Baeza dont elle est séparée par 8 km d'oliveraies, et bénéficiant de sa proximité, vit se construire au XVIe siècle une remarquable série de palais, d'églises et de couvents. Elle a été classée conjointement avec Baeza au Patrimoine mondial de l'Unesco, le 3 juillet 2003.

## Histoire

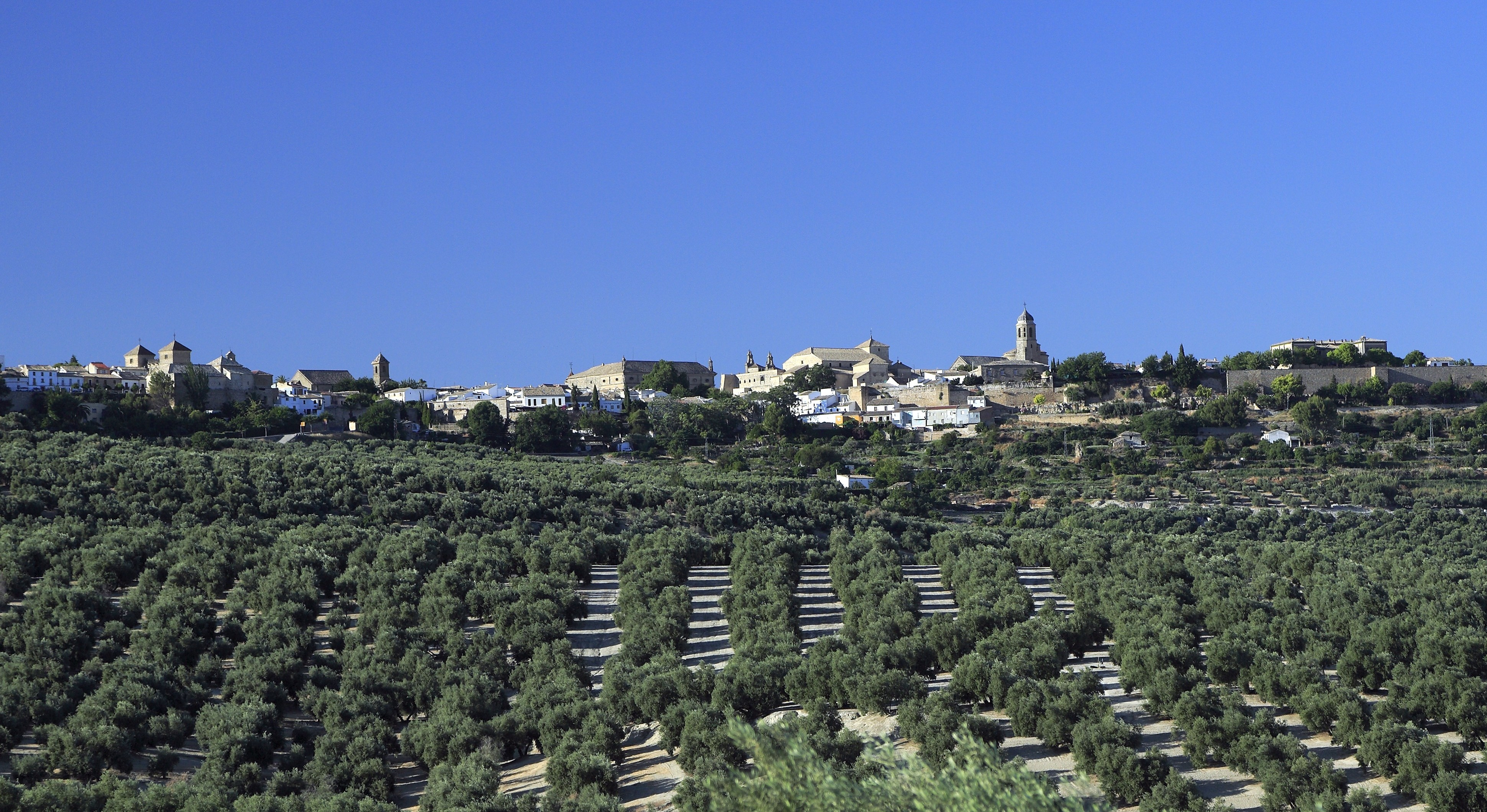
Vue d'ensemble.

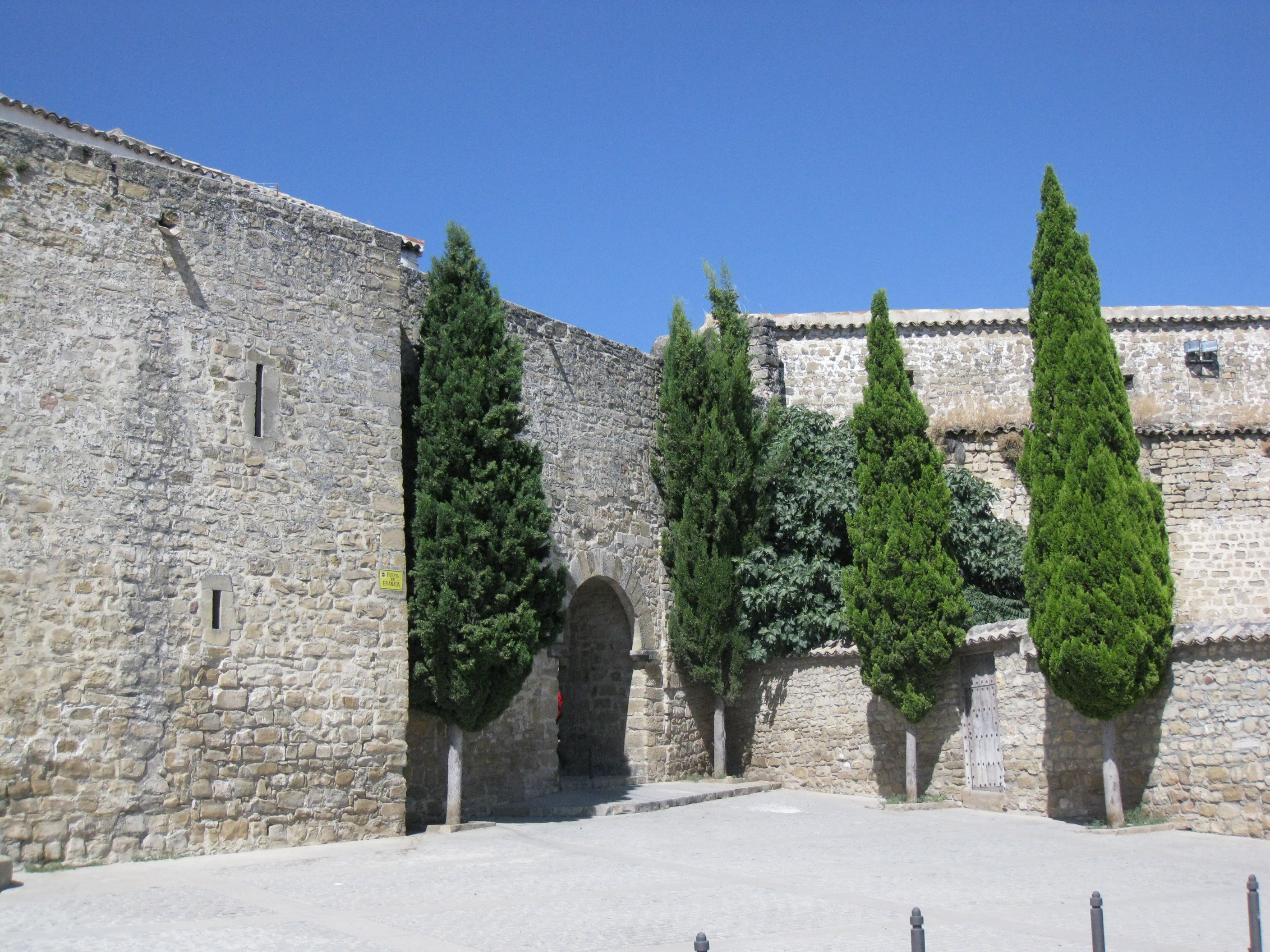
Aperçu des remparts d'Úbeda.

Située sur une hauteur dominant une plaine d'oliveraies, le site d'Ubeda était déjà occupé par les Ibères ainsi que le montrent les découvertes archéologiques. Lorsqu'elle est conquise par les Romains, la ville prend le nom de Baetula. Détruite par les invasions vandales, la ville renaîtra avec l'arrivée des Arabes, en particulier sous Abd al-Rahman II qui la renomme Ubbadat. En 852, les Arabes élèvent une muraille de remparts qui délimite encore aujourd'hui le tracé de l'ancienne ville médiévale.
Entre le XIe et le XIIIe siècle, la ville sera tour à tour prise par les rois de Castille et reprise par les Almohades, jusqu'à ce qu'elle soit définitivement reconquise par le roi Ferdinand III de Castille, après un long siège menant à une capitulation en 1233. Les cultures arabe, juive et chrétienne continueront cependant à coexister pacifiquement durant deux siècles.
À la suite de la conquête de Grenade en 1492, Ubeda connaît un développement économique extraordinaire en raison de sa juridiction sur un vaste territoire et de son emplacement au croisement de grands axes de communication. Des familles puissantes y sont installées et celles-ci rivaliseront en magnificence, construisant palais et églises, tous plus remarquables les uns que les autres. Un des personnages les plus importants est Francisco de Los Cobos y Molina, natif de la ville et secrétaire d'État de l'empereur Charles Quint. La ville doit beaucoup aussi à un architecte de tout premier plan, Andrés de Vandelvira. Les nombreuses constructions de style Renaissance distribuées à travers la ville font de celle-ci un véritable musée d'architecture et lui donnent un cachet qui lui a mérité son inscription au Patrimoine mondial.

## Monuments
La ville compte 48 monuments et plus d'une centaine d'édifices présentant un intérêt artistique, presque tous de style Renaissance. Le lieu le plus emblématique de la cité est la Plaza Vázquez de Molina, entourée d'imposants bâtiments notamment:
- Palais Vázquez de Molina, aussi appelé le Palacio de las Cadenas, fut édifié par Andrés de Vandelvira entre 1546 et 1565. On le nomme « palais des chaînes » en raison des nombreuses chaînes décoratives qui pendaient de la façade anciennement. Aujourd’hui Hôtel de ville d’Úbeda.
- Palais du doyen Ortega (es), résidence du chapelain de la Capilla del Salvador. Construit au milieu du XVIe siècle par Andrès de Vandelvira et Luis de la Vega. Il a été transformé en parador de tourisme dès 1929.
- Sacra Capilla del Salvador (es) construite pour abriter le tombeau de Francisco de los Cobos y Molina. Le sanctuaire de cette chapelle est considéré comme une des réalisations majeures de la Renaissance espagnole, avec de nombreuses sculptures en haut-relief symbolisant vices et vertus réalisées par Esteban Jamete d'après des dessins d'Andrés de Vandelvira. Le chœur extrêmement décoré est dû à Bartolomé de Jaen (voir galerie). La statue de Saint Jean-Baptiste y était conservée.
- Palais du marquis de Mancera. Bien d'intérêt culturel et exemple typique d’un palais à tours urbain. Il fut la résidence du Vice-roi et capitaine du Pérou, Pedro de Toledo.
- Basilique Santa María de los Reales Alcázares (es), église principale de la ville. Elle fut construite sur les ruines de la mosquée mauresque d'Úbeda. Elle incorpore le style gothique, renaissance et baroque. Elle fut sérieusement endommagée durant la guerre civile espagnole et est restée fermée pour restauration de 1983 à 2011. Déclarée Basilique mineure par le Vatican en 2014.
- Prison de l'évêché, construite sur l'ancien Palais du Maure. On trouva sous le site les vestiges d'un cimetière ibérien de 1200 à 1400 ans av. J.-C.

À l'extérieur des murailles se trouvent :
- Hospital de Santiago également dû à Andrés de Vandelvira. Fut construit entre 1562 et 1575 sur une commande de Don Diego de los Cobos, cousin de Francisco de los Cobos y Molina et évêque de Jaen. En raison de sa forme et de son aspect imposant, ce bâtiment est parfois considéré comme l'Escorial de l'Andalousie. Il comporte notamment un escalier monumental dont le plafond et les murs sont décorés de fresques attribuées à Pedro de Raxis et Gabriel Rosales. Cet hôpital compte quatre tours. Il est aujourd'hui un centre de congrès, de festivals et d'expositions.
- Église Saint Nicolas, également dessinée par Andrés de Vandelvira. Elle comporte deux portails, l'un gothique et l'autre de style Renaissance.

La ville compte aussi plusieurs musées :
- Musée archéologique, situé dans une ancienne maison de style mudéjar[2]
- Musée des Carmes déchaussés ou Oratoire de San Juan de la Cruz : saint Jean de la Croix est mort au couvent d'Úbeda, dans la nuit du 13 au 14 décembre 1591[3],[4].

## Galerie

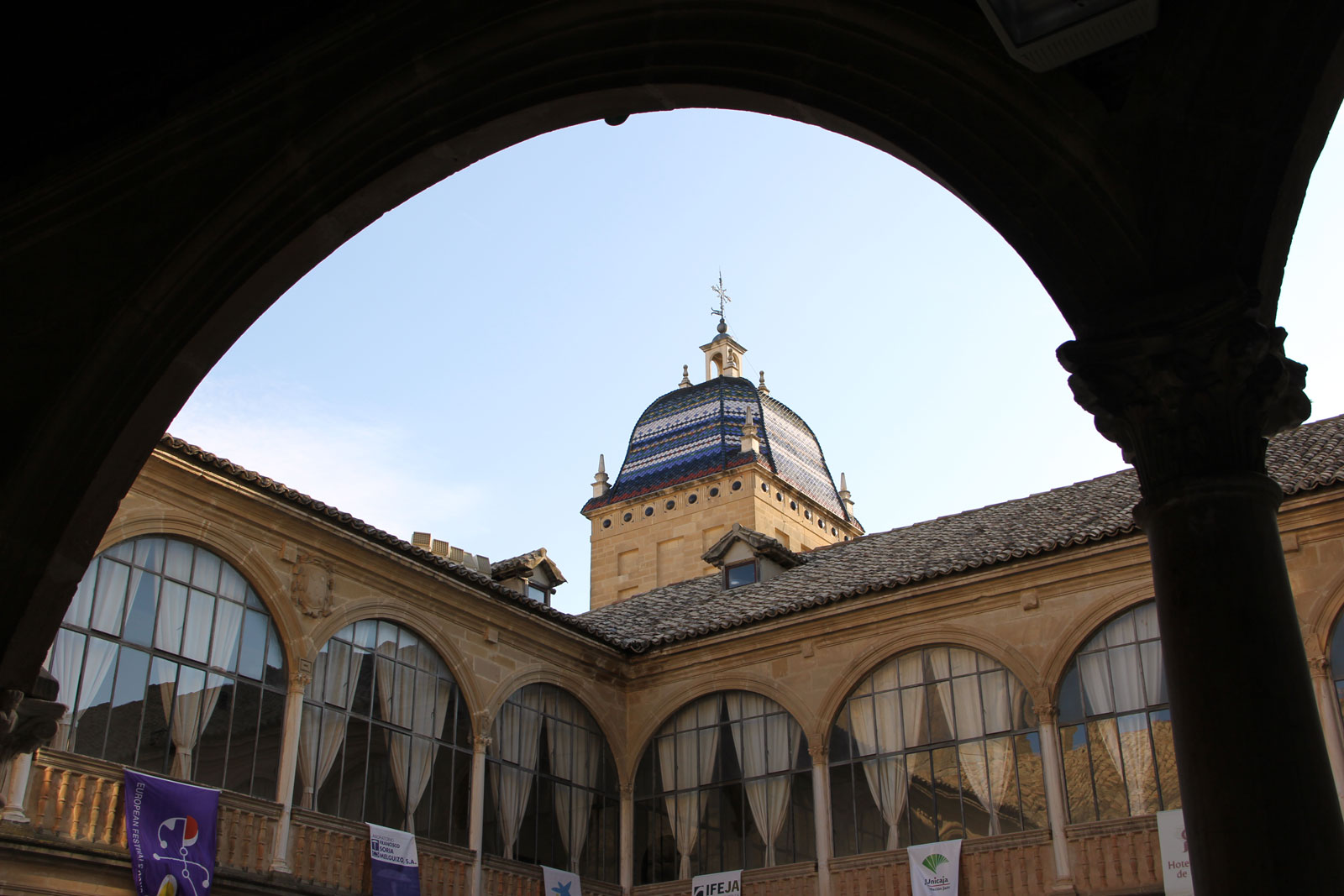
Une des quatre tours de l'Hospital de Santiago
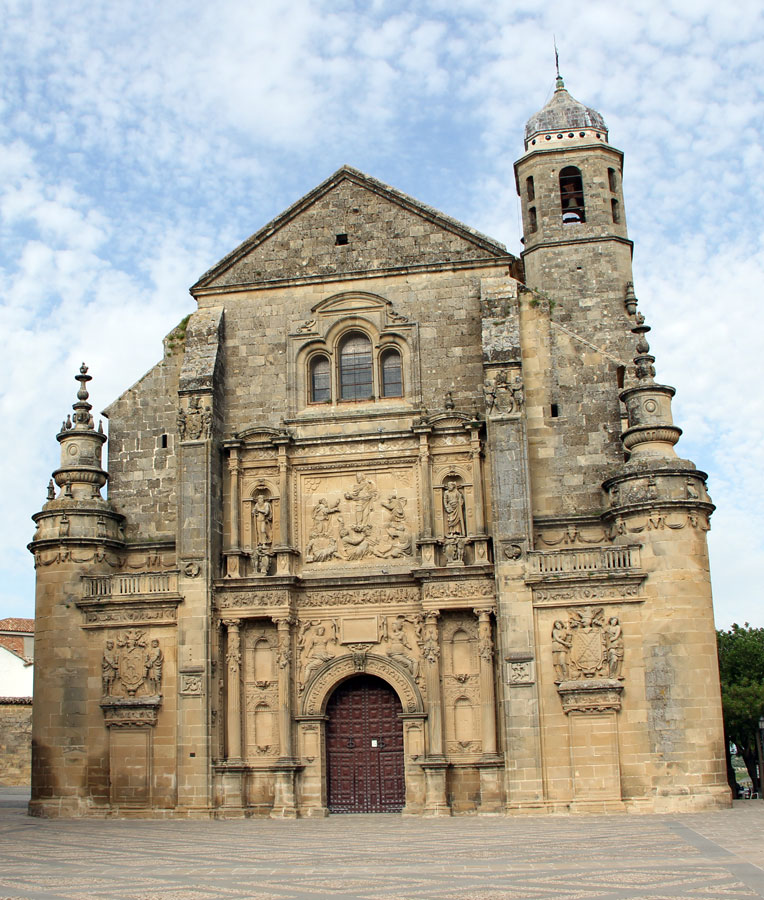
Sacra Capilla del Salvador
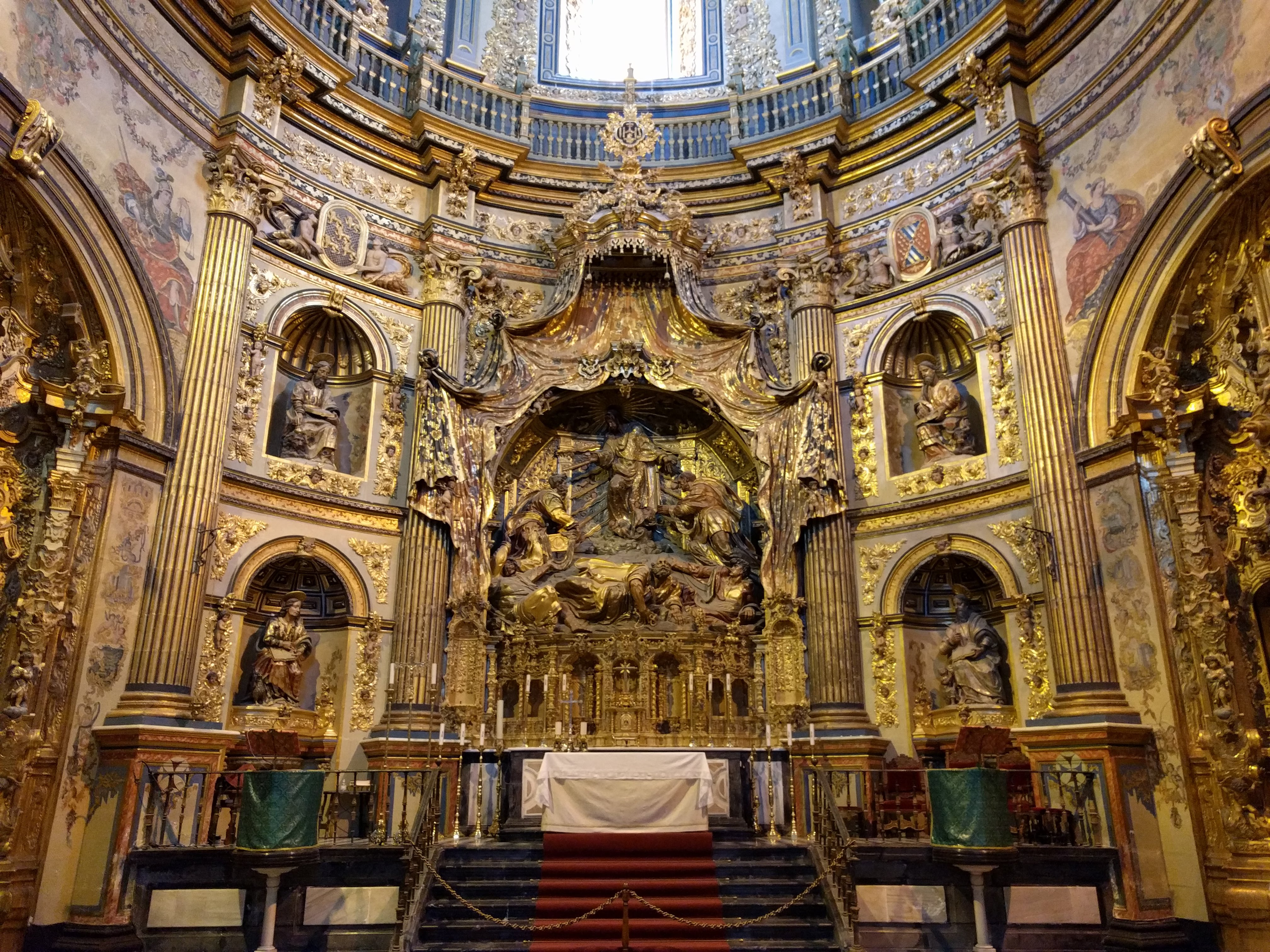
Chœur de la Sacra Capilla del Salvador avec le retable de la Transfiguration du Seigneur.
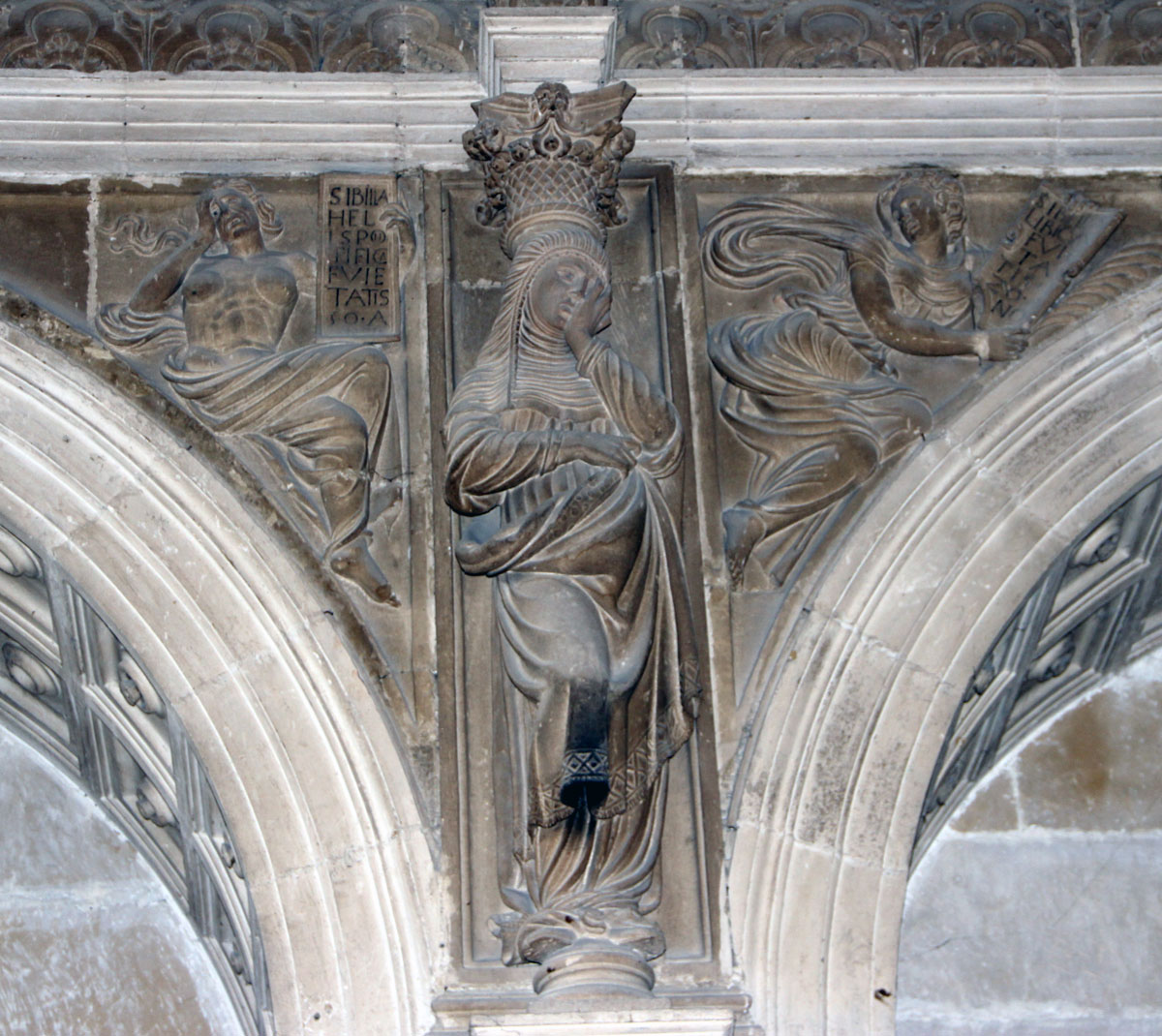
Sanctuaire de la Sacra Capilla del Salvador
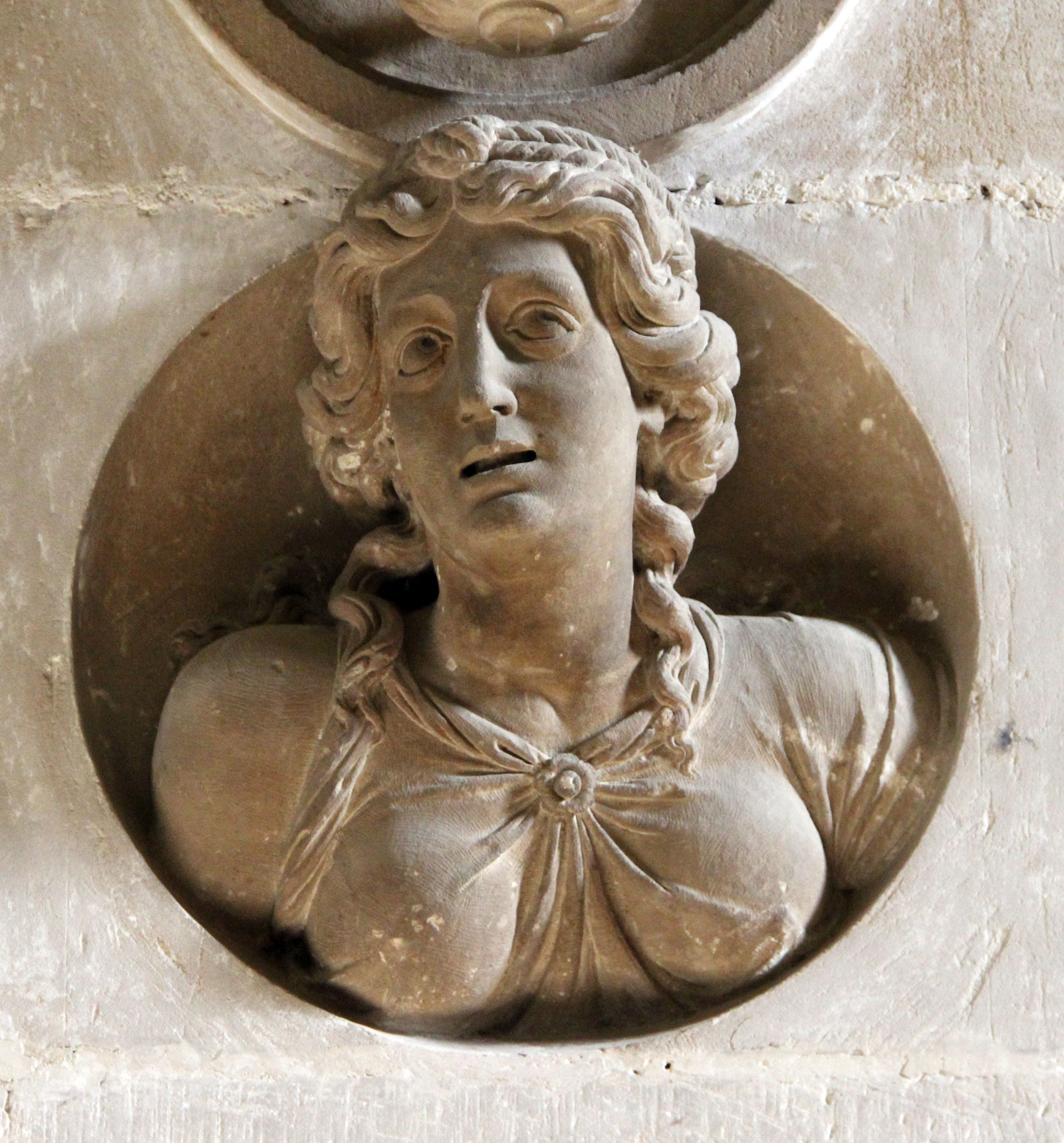
Sanctuaire de la Sacra Capilla del Salvador
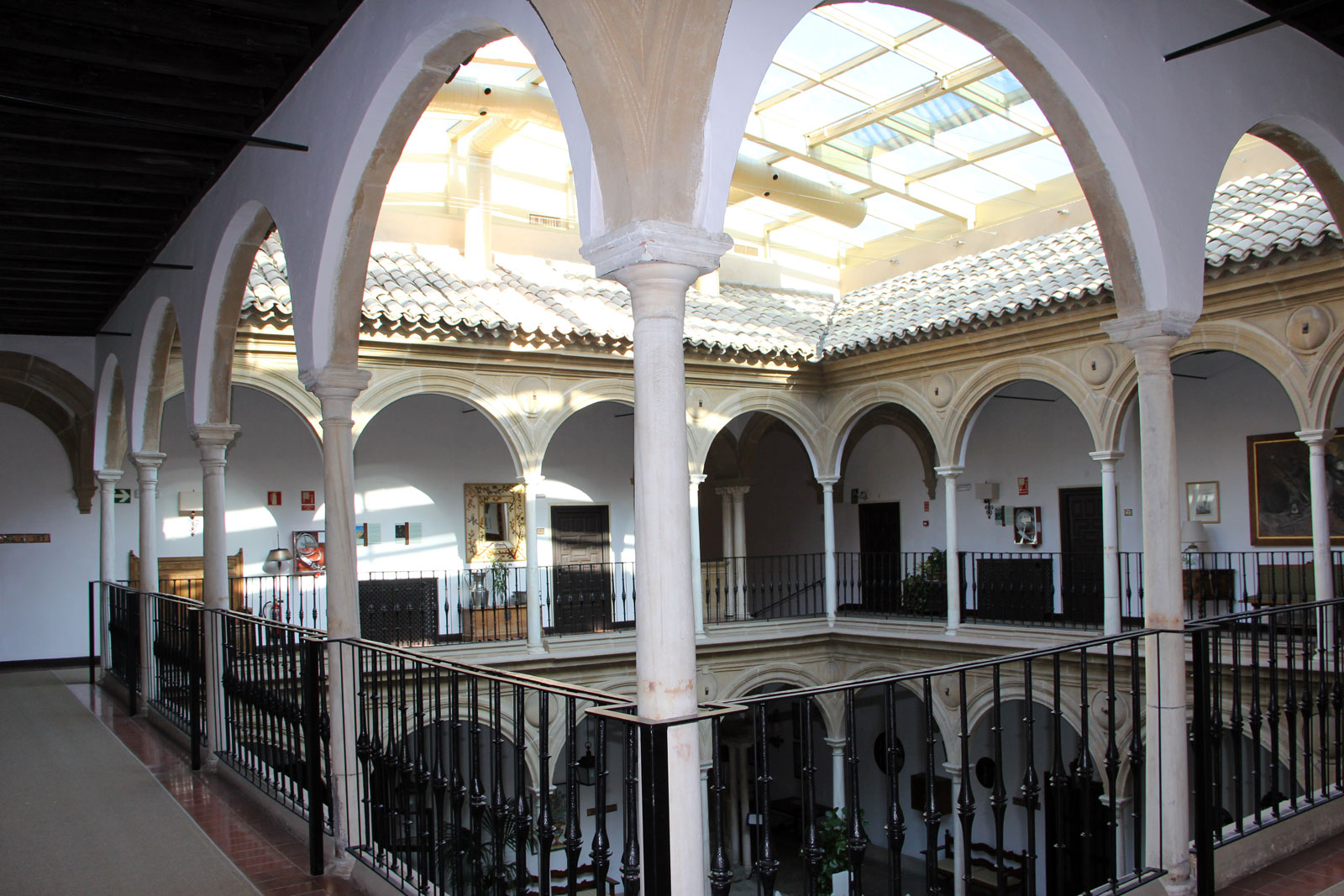
Intérieur du parador de tourisme
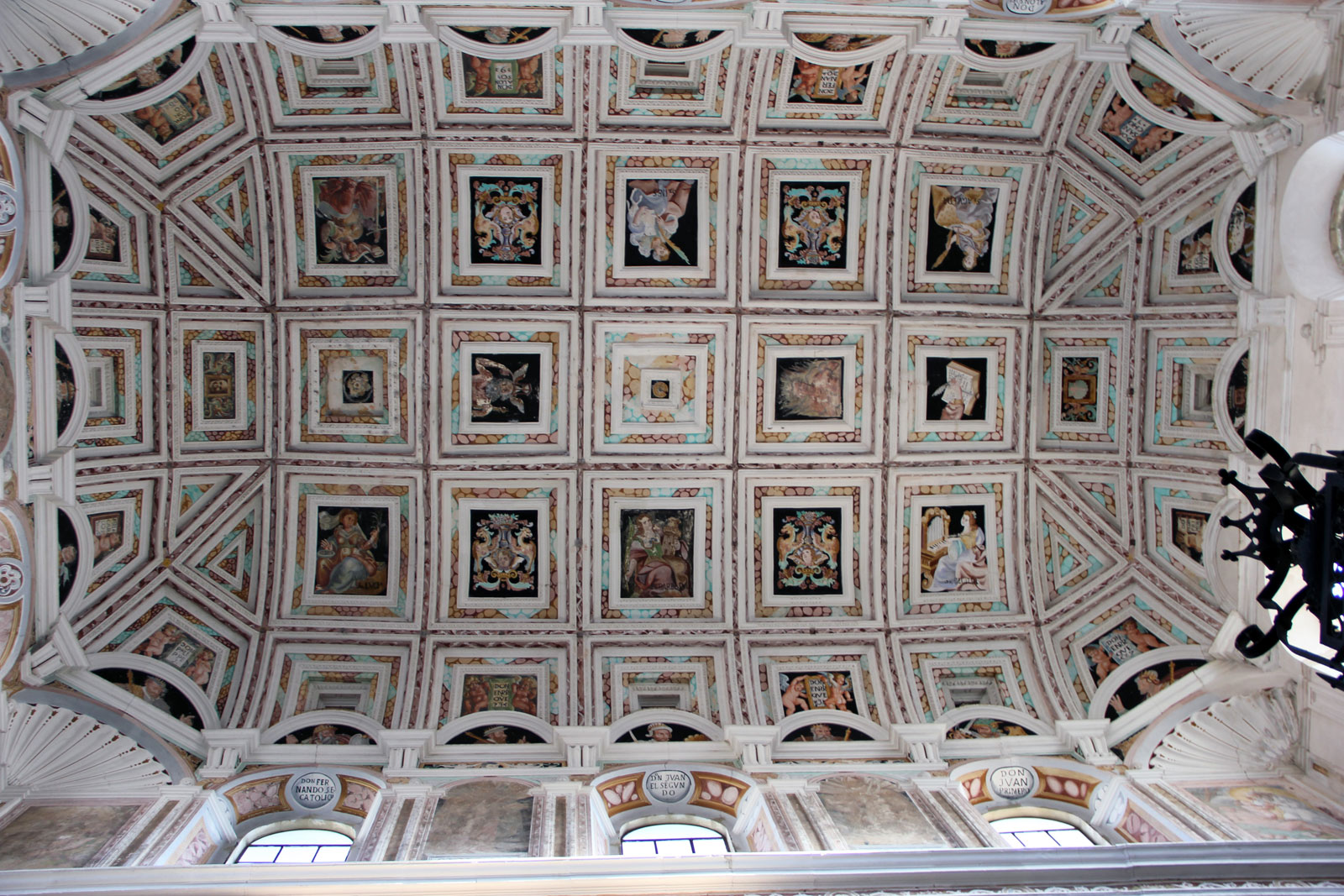
Fresque couvrant le plafond de l'escalier monumental de l'Hospital de Santiago
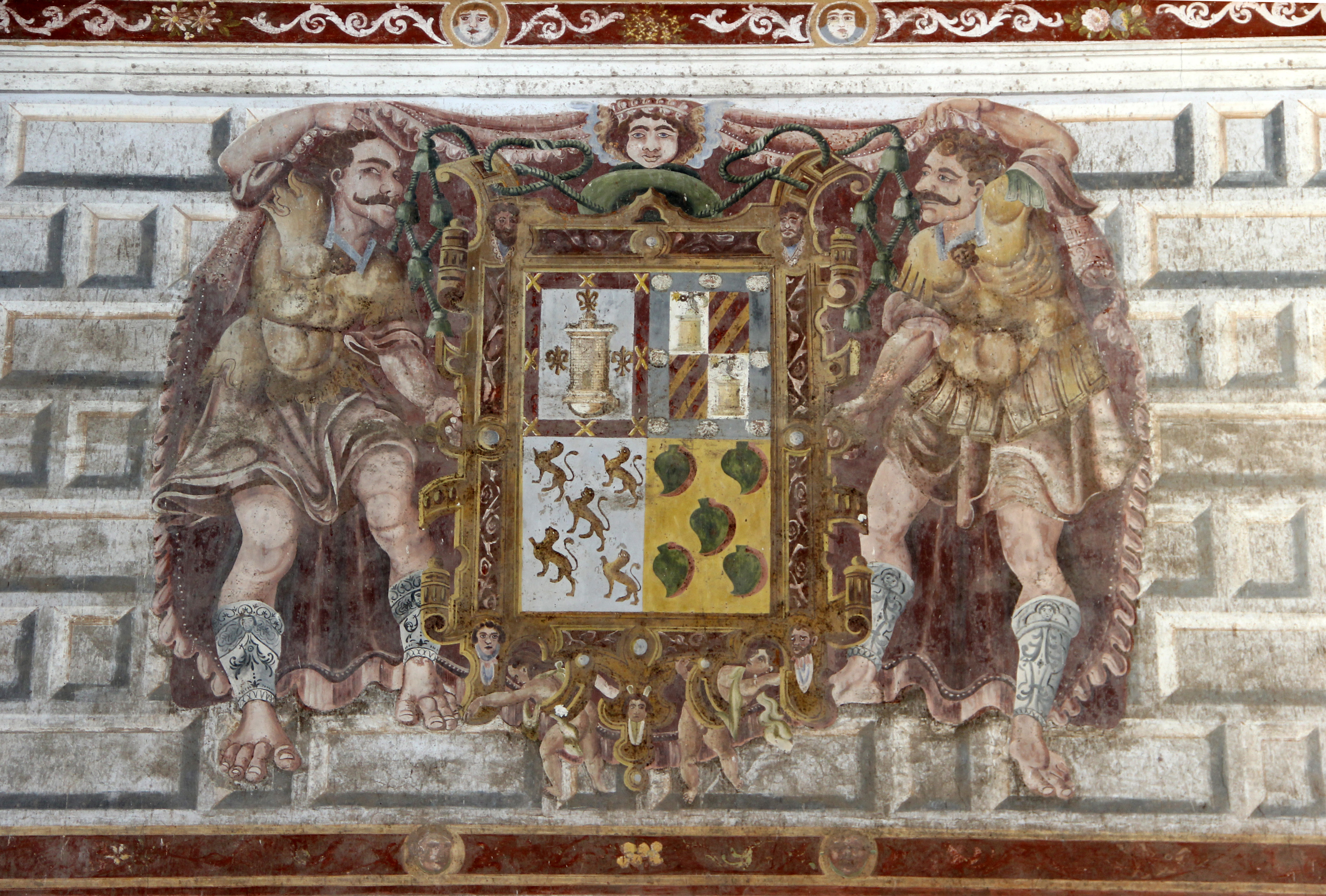
Fresque murale de l'Hospital de Santiago
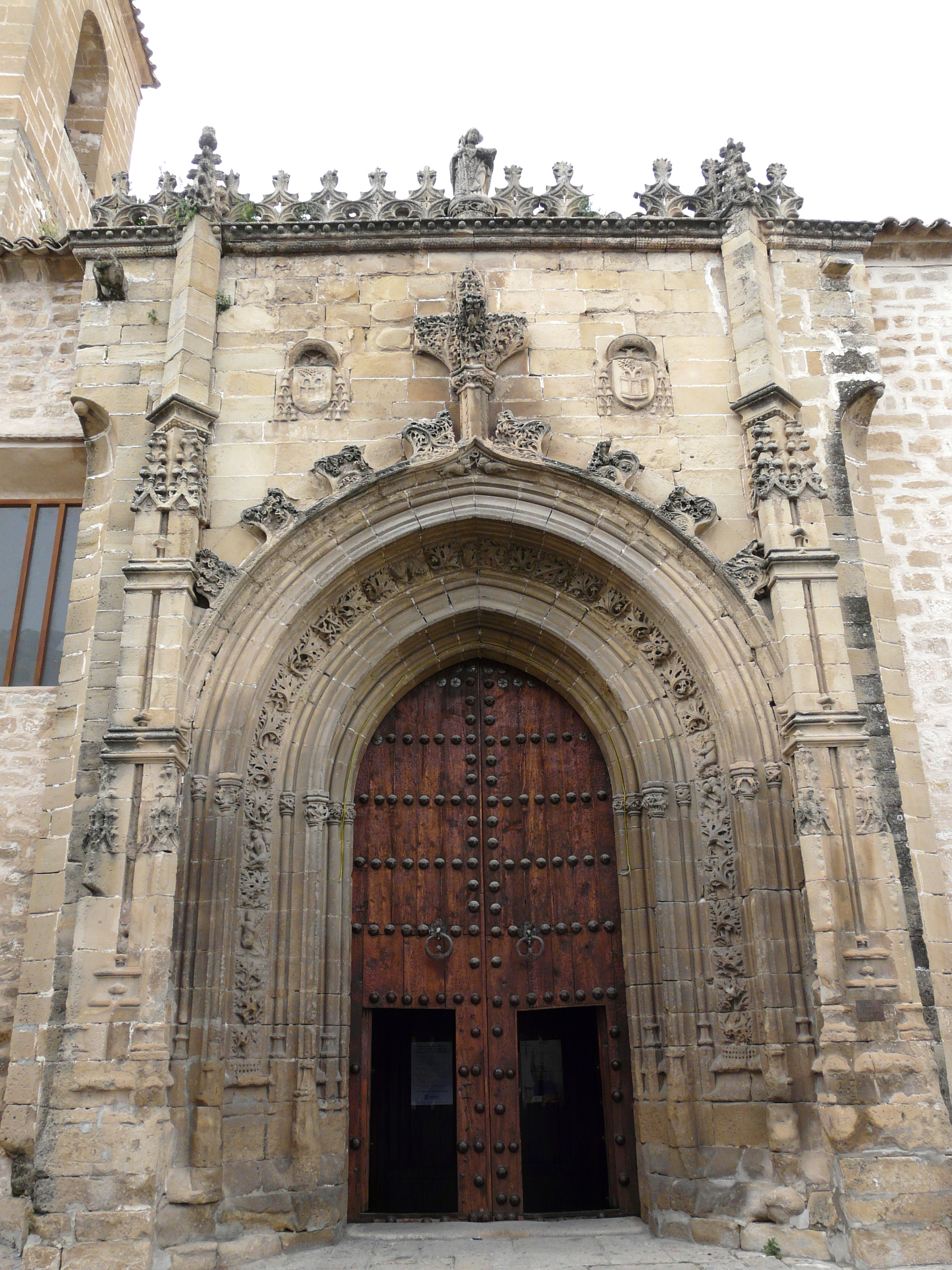
San Nicolás

## Jumelages
Lège-Cap-Ferret (France) depuis 1989